# Jan Hirschler

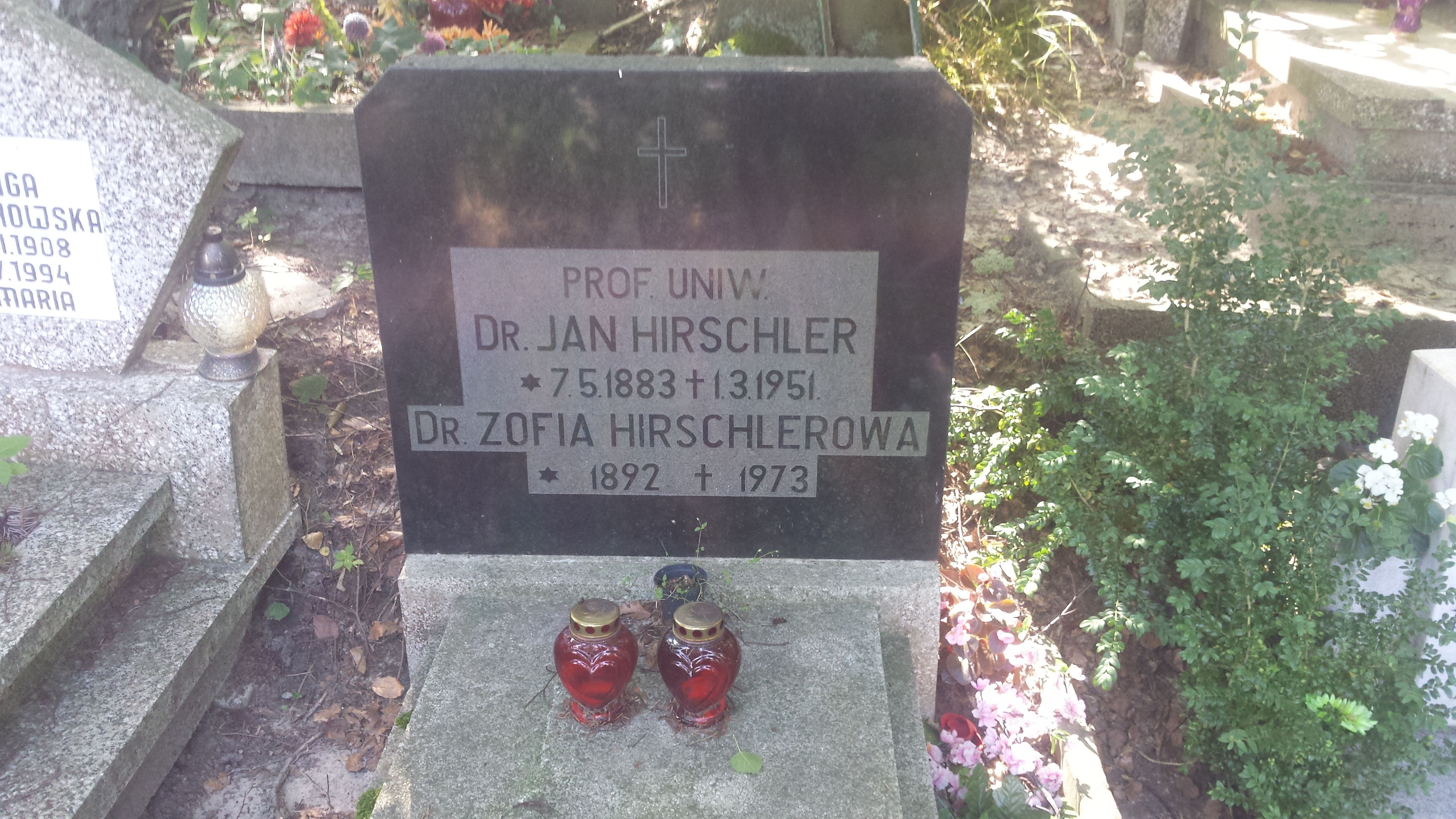
Grób profesora Jana Hirschlera na cmentarzu Srebrzysko

Jan Hirschler (ur. 7 maja 1883 w Tłustem, zm. 1 marca 1951 w Gdańsku) – polski biolog, profesor zoologii i anatomii porównawczej.

## Życiorys
W 1901 ukończył gimnazjum we Lwowie, następnie odbył studia zoologiczne w Uniwersytecie Lwowskim, które ukończył w 1905. Kształcił się między innymi u profesorów Benedykta Dybowskiego i Józefa Nusbauma-Hilarowicza. Stopień doktora filozofii otrzymał w 1905 za pracę Badania embrionologiczne nad motylem Catacala nupta L., a w 1909 habilitował się i został docentem zoologii i anatomii porównawczej po przedstawieniu pracy Spostrzeżenia nad rozwojem zarodkowym motyli. W 1918 otrzymał stopień profesora nadzwyczajnego, a w 1921 profesora zwyczajnego. Do 1939 związany był z Uniwersytetem Jana Kazimierza we Lwowie, od 1918 pełniąc funkcję kierownika Katedry Zoologii na Wydziale Matematyczno-Przyrodniczym. W roku akademickim 1928/1929 był także dziekanem tego wydziału. W latach 1925–1926 był prezesem Polskiego Towarzystwa Przyrodników im. Kopernika.
Od 1922 członek czynny Towarzystwa Naukowego Warszawskiego oraz członek korespondent (a od 1934 członek czynny) Polskiej Akademii Umiejętności, członek Towarzystwa Naukowego we Lwowie. W 1935 wyjechał wraz z żoną do Liberii, gdzie założył stację naukową w Batoli i przez krótki czas prowadził badania przyrodnicze, korzystając z gościny polskich plantatorów w tym kraju. Po powrocie do Polski został w 1938 odznaczony Krzyżem Komandorskim Orderu Odrodzenia Polski.
W 1940 wyjechał dobrowolnie do Niemiec, gdzie pracował naukowo: od 1940 do 1941 w SS-Beobachtungslager Leuthenthal C-Harz, od 1941 do 1943 w Kaiser Wilhelm Institut für Biologie w Berlinie, zaś od 1943 w Wiedniu. W 1945, z powodu wyrzeczenia się narodowości polskiej i wyjazdu do III Rzeszy, został skreślony z listy członków PAU i TNW. W 1948 dobrowolnie powrócił do Polski i niemal natychmiast został skazany przez sąd za kolaborację z okupantem. W więzieniu przebywał do 1949.
W 1950 przeniósł się do Gdańska, gdzie podjął pracę jako pracownik naukowy Instytutu Medycyny Morskiej i Tropikalnej Akademii Medycznej. 
Pochowany na gdańskim cmentarzu Srebrzysko (rejon  I, kwatera I, rząd 2, grób 9).
W pracy naukowej zajmował się przede wszystkim anatomią rozwojową robaków, owadów i płazów oraz cytologią i embrionologią porównawczą. Był twórcą teorii fuzomu, określił strunę Leydiga jako narząd pochodzenia tchawkowego. Napisał ok. 130 prac naukowych.

## Wybrane publikacje naukowe
- Badania porównawcze nad budową tzw. struny Leydiga u motyli (1903)
- O zdolności reparacyjnej pijawek (1907)
- O wywołaniu metamorfozy u axolotla przy pomocy jodu i doświadczeń pokrewnych (1921)
- Embryogenesen der Insekten (1924)
- O składnikach plazmatycznych spermatyd pluskwiaka Palomena viridissima (1927)
- Spostrzeżenia dotyczące wzajemnego zachowania larw owadzich (1931)
- Ze Lwowa do Liberii (1938)
- Ein Paraffineinbettungsverfahren für kleine Objekte (1942)